# Crocidophora megaptyona
Crocidophora megaptyona là một loài bướm đêm trong họ Crambidae.